# Jorge Griffa
Jorge Bernardo Griffa Monferoni (Casilda, 7 settembre 1935 – Rosario, 15 gennaio 2024) è stato un calciatore argentino, di ruolo difensore.

## Biografia
Nato nella provincia di Santa Fe, giocò poi con il Newell's Old Boys a Rosario. In seguito al termine della sua carriera nel calcio giocato divenne osservatore per il Newell's, scoprendo giocatori che successivamente si affermarono a livello nazionale come Gabriel Batistuta, Jorge Valdano, Abel Balbo e Gabriel Heinze. Venne poi incaricato (1996-2004) di dirigere il settore giovanile del Boca Juniors, al cui interno crebbero altri calciatori internazionalmente riconosciuti, come Nicolás Burdisso, Fabricio Coloccini e Carlos Tévez.

## Caratteristiche tecniche
Nonostante fosse d'impostazione un difensore centrale, nel corso della sua carriera ricoprì svariati ruoli anche a centrocampo, come centrocampista difensivo e centrale. Risaltò per la sua abilità nei contrasti e nella marcatura.

## Carriera

### Club
Debuttò in Primera División in Argentina nella stagione 1954. Nonostante un inizio non molto brillante (incaricato di marcare Rodolfo Micheli, egli gli sfuggì svariate volte, realizzando una tripletta), ben presto divenne uno degli elementi più importanti della difesa del Newell's. Nel 1959 si trasferì oltreoceano, firmando per gli spagnoli dell'Atlético Madrid. Affiancando Feliciano Rivilla e Alberto Callejo, rimase nelle file del club iberico a lungo, partecipando a tre vittorie in Coppa del Re e alla Coppa delle Coppe 1961-1962. Divenne il terzo straniero con più presenze con la maglia dei Colchoneros. Lasciò il club nel giugno del 1969, chiudendo la carriera nella stagione 1970-1971 nell'Espanyol di Barcellona.

### Nazionale
Debuttò in selezione nazionale argentina il 18 marzo 1959. Quel giorno fu schierato nell'undici iniziale nell'incontro con il Perù, valevole per la Copa America 1959. Successivamente scese in campo per altre tre volte: contro il Paraguay (22 marzo), l'Uruguay (30 marzo) e il Brasile (4 aprile).

## Palmarès

### Club

#### Competizioni nazionali
- Coppa di Spagna: 3

Atlético Madrid: 1959-1960, 1960-1961, 1964-1965
- Campionato spagnolo: 1

Atlético Madrid: 1965-1966

#### Competizioni internazionali
- Coppa delle Coppe: 1

Atlético Madrid: 1961-1962

### Nazionale
- Campeonato Sudamericano de Football: 1

Argentina 1959